# تپه قبر گرمابه
تپه قبر گرمابه مربوط به هزاره ۴ و ۳ قبل از میلاد است و در شهرستان خدابنده، بخش مرکزی، روستای شهید چمنی واقع شده و این اثر در تاریخ ۲۴ تیر ۱۳۸۲ با شمارهٔ ثبت ۹۱۹۷ به‌عنوان یکی از آثار ملی ایران به ثبت رسیده است.